# Чернякино
Чернякино — деревня в Октябрьском районе Челябинской области России. Входит в состав Кочердыкского сельского поселения.

## География
Деревня находится на востоке Челябинской области, в лесостепной зоне, на северном берегу заболоченного озера Каранкуль, на расстоянии примерно 19 километров (по прямой) к востоку от села Октябрьское, административного центра района. Абсолютная высота — 178 метров над уровнем моря.

## Население
| 2002 | 2010 |
| ---- | ---- |
| 134  | ↘109 |

Гендерный состав
По данным Всероссийской переписи населения 2010 года в гендерной структуре населения мужчины составляли 45,9 %, женщины — соответственно 54,1 %.
Национальный состав
Согласно результатам переписи 2002 года, в национальной структуре населения русские составляли 59 %.

## Улицы
Уличная сеть деревни состоит из двух улиц.